# Lijst van voetbalinterlands Grenada - Honduras
Deze lijst van voetbalinterlands is een overzicht van alle officiële voetbalwedstrijden tussen de nationale teams van Grenada en Honduras. De landen speelden tot op heden vier keer tegen elkaar. De eerste ontmoeting, een groepswedstrijd bij de strijd om de CONCACAF Gold Cup 2009, werd gespeeld in Foxborough (Verenigde Staten) op 11 juli 2009. Het laatste duel, een groepswedstrijd tijdens de CONCACAF Nations League 2023/24, vond plaats op 12 september 2023 in Tegucigalpa.

## Wedstrijden
| № | Plaats      | Datum             | Competitie                      | Wedstrijd          | Uitslag |
| - | ----------- | ----------------- | ------------------------------- | ------------------ | ------- |
| 1 | Foxborough  | 11 juli 2009      | CONCACAF Gold Cup 2009          | Honduras – Grenada | 4 – 0   |
| 2 | Miami       | 10 juni 2011      | CONCACAF Gold Cup 2011          | Grenada – Honduras | 1 – 7   |
| 3 | Houston     | 13 juli 2021      | CONCACAF Gold Cup 2021          | Honduras − Grenada | 4 − 0   |
| 4 | Tegucigalpa | 12 september 2023 | CONCACAF Nations League 2023/24 | Honduras − Grenada | 4 − 0   |

## Samenvatting
| Competitie              | Totaal gespeeld | Winst Grenada | Gelijk | Winst Honduras | Doelsaldo Grenada – Honduras |
| ----------------------- | --------------- | ------------- | ------ | -------------- | ---------------------------- |
| CONCACAF Gold Cup       | 3               | 0             | 0      | 3              | 1 − 15                       |
| CONCACAF Nations League | 1               | 0             | 0      | 1              | 0 − 4                        |
| Totaal                  | 4               | 0             | 0      | 4              | 1 − 19                       |

GFA · A-internationals · Bondscoaches · Statistieken · Grenediaans vrouwenelftal · Olympisch elftal
1978 – 1989 · 
1990 – 1999 · 
2000 – 2009 · 
2010 – 2019 ·
2020 − 2029
CGC 2009 · 
CGC 2011 ·
CGC 2021
Amerikaanse Maagdeneilanden ·
Andorra ·
Anguilla ·
Antigua en Barbuda ·
Aruba ·
Barbados ·
Belize ·
Bermuda ·
Britse Maagdeneilanden ·
Costa Rica ·
Cuba ·
Curaçao ·
Dominica ·
El Salvador ·
Gibraltar ·
Guatemala ·
Guyana ·
Haïti ·
Honduras ·
Jamaica ·
Kaaimaneilanden ·
Montserrat ·
Nederlandse Antillen ·
Noorwegen ·
Panama ·
Puerto Rico ·
Qatar ·
Rusland ·
Saint Kitts en Nevis ·
Saint Lucia ·
Saint Vincent en de Grenadines ·
Suriname ·
Taiwan ·
Trinidad en Tobago ·
Verenigde Staten
Hondurese voetbalbond · A-internationals · Selecties · Bondscoaches · Hondurees vrouwenelftal · Olympisch elftal · Honduras U21 · Honduras U19 · Honduras U17
1920 – 1959 ·
1960 – 1969 ·
1970 – 1979 ·
1980 – 1989 ·
1990 – 1999 ·
2000 – 2009 ·
2010 – 2019 ·
2020 − 2029
CGC 2021
CA 2001
WK 1982 · 
WK 2010 · 
WK 2014
OS 2000 · 
OS 2008 · 
OS 2012 ·
OS 2016 ·
OS 2020
1921 · 
1922–1929 · 
1930 · 
1931–1934 · 
1935 · 
1936–1945 · 
1946 · 
1947–1949 · 
1950 · 
1951–1952 · 
1953 · 
1954 · 
1955 · 
1956 · 
1957 · 
1958–1959 · 
1960 · 
1961 · 
1962 · 
1963 · 
1964 · 
1965 · 
1966 · 
1967 · 
1968 · 
1969 · 
1970 · 
1971 · 
1972 · 
1973 · 
1974 · 
1975 · 
1976 · 
1977 · 
1978 · 
1979 · 
1980 · 
1981 · 
1982 · 
1983 · 
1984 · 
1985 · 
1986 · 
1987 · 
1988 · 
1989–1990 · 
1991 · 
1992 · 
1993 · 
1994 · 
1995 · 
1996 · 
1997 · 
1998 · 
1999 · 
2000 · 
2001 · 
2002 · 
2003 · 
2004 · 
2005 · 
2006 · 
2007 · 
2008 · 
2009 · 
2010 · 
2011 · 
2012 · 
2013 · 
2014 · 
2015 · 
2016 ·
2017 ·
2018 ·
2019 ·
2020 ·
2021 ·
2022 ·
2023 ·
2024
Argentinië ·
Australië ·
Azerbeidzjan ·
Belize ·
Bermuda ·
Bolivia ·
Brazilië ·
Canada ·
Chili ·
China ·
Colombia ·
Costa Rica ·
Cuba ·
Curaçao ·
Denemarken ·
Ecuador ·
El Salvador ·
Engeland ·
Finland ·
Frankrijk ·
Grenada ·
Griekenland ·
Guatemala ·
Haïti ·
IJsland ·
Israël ·
Jamaica ·
Japan ·
Joegoslavië ·
Letland · 
Mexico ·
Nederlandse Antillen ·
Nicaragua ·
Nieuw-Zeeland ·
Noord-Ierland · 
Noorwegen ·
Panama ·
Paraguay ·
Peru ·
Puerto Rico ·
Qatar ·
Roemenië ·
Saint Vincent en de Grenadines ·
Saoedi-Arabië ·
Servië ·
Slovenië ·
Spanje ·
Suriname ·
Trinidad en Tobago ·
Turkije ·
Uruguay ·
Venezuela ·
Verenigde Arabische Emiraten ·
Verenigde Staten ·
Wit-Rusland ·
Zambia ·
Zuid-Afrika ·
Zuid-Korea ·
Zwitserland
Chili (2010) ·
Ecuador (2014) ·
Frankrijk (2014) ·
Spanje (2010) ·
Zwitserland (2010) · 
Zwitserland (2014)